# Dortmund Hauptbahnhof
Dortmund Hauptbahnhof er hovedbanegård for byen Dortmund i Tyskland.
Banegården blev bygget i byens midte i 1847. Den blev erstattet af en ny station i 1910, som lå på samme sted, og på det tidspunkt var Tysklands største banegård. Den blev tilintetgjort af de allieredes luftbombardementer 6. oktober 1944 men genopført i 1952.